# Museo di Firenze com'era
Il Museo di Firenze com'era si trovava in via dell'Oriuolo a Firenze, nell'ex-convento delle Oblate, e ripercorreva tutta la storia della città dalla fondazione romana ai tempi del Risanamento urbanistico.
Chiuso nel 2010, le sue collezioni sono oggi esposte tra musei comunali e statali di Firenze.

## Storia e descrizione
Fondato nella seconda metà dell'Ottocento, fu un modo per immortalare ciò che, fra grandi proteste, era stato distrutto dal 1865 in poi durante i lavori per Firenze Capitale, quali ad esempio la distruzione delle mura per far posto ai viali di circonvallazione, oppure alla demolizione del Mercato Vecchio e dell'Antico Ghetto per far spazio alla tanto criticata Piazza della Repubblica.
Il museo è stato smantellato nell'ottobre 2010, nell'ambito del progetto dell'ampliamento del complesso "Grandi Oblate". Le lunette di Utens sono state destinate alla villa medicea della Petraia, il materiale topografico è stato in parte esposto a Palazzo Vecchio e quello archeologico è tornato al Museo nazionale, presso il "cortile dei Fiorentini", dedicato ai reperti locali.

### Sala archeologica

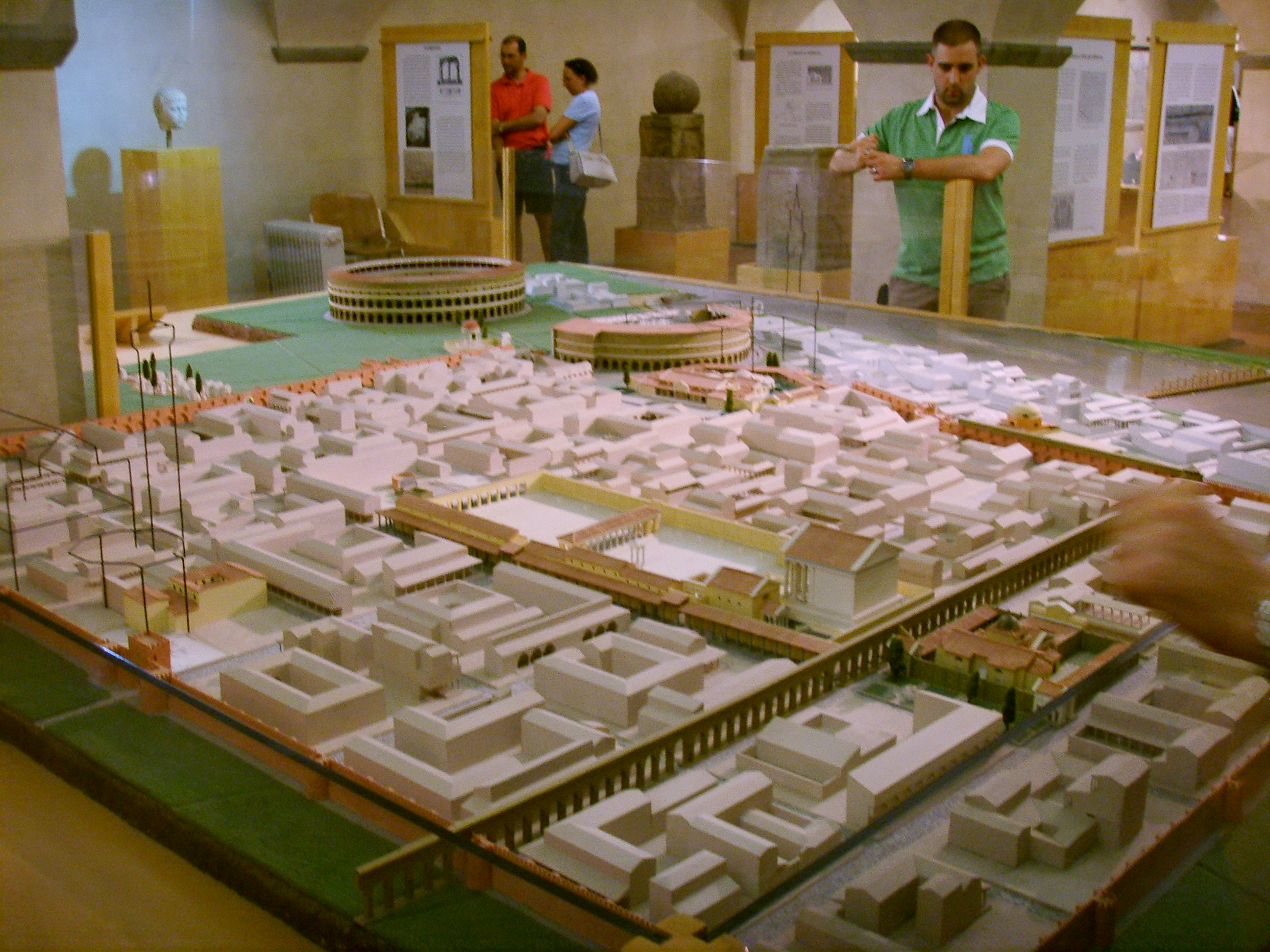
Il plastico di Florentia.

Al primo piano era mostrato materiale di scavo del periodo etrusco e romano, in larga parte frutto degli sventramenti ottocenteschi. Con un modellino del castrum fiorentino (Florentia), sul quale sono stati montati dei fili di ferro che simulano gli edifici oggi esistenti, si testimoniava come di quei tempi resti solo l'impianto stradale di alcune vie a scacchiera fra il Duomo e la Piazza della Signoria, oltre alla nota Via Tòrta che segue il profilo dell'antico anfiteatro.
Altri materiali archeologici esposti erano le urne villanoviane, pietre fiesolane (particolari sepolture del VI secolo a.C. circa, simili a cippi), il bassorilievo di un pozzo sotterraneo di epoca romana un tempo situato vicino al Foro (oggi Piazza della Repubblica) rappresentante forse l'Arno stesso, alcuni materiali provenienti dalle terme di Capaccio (esistenti nella zona ovest vicino al Ponte Vecchio) fra le quali una pregevole statua di Ercole (I secolo).

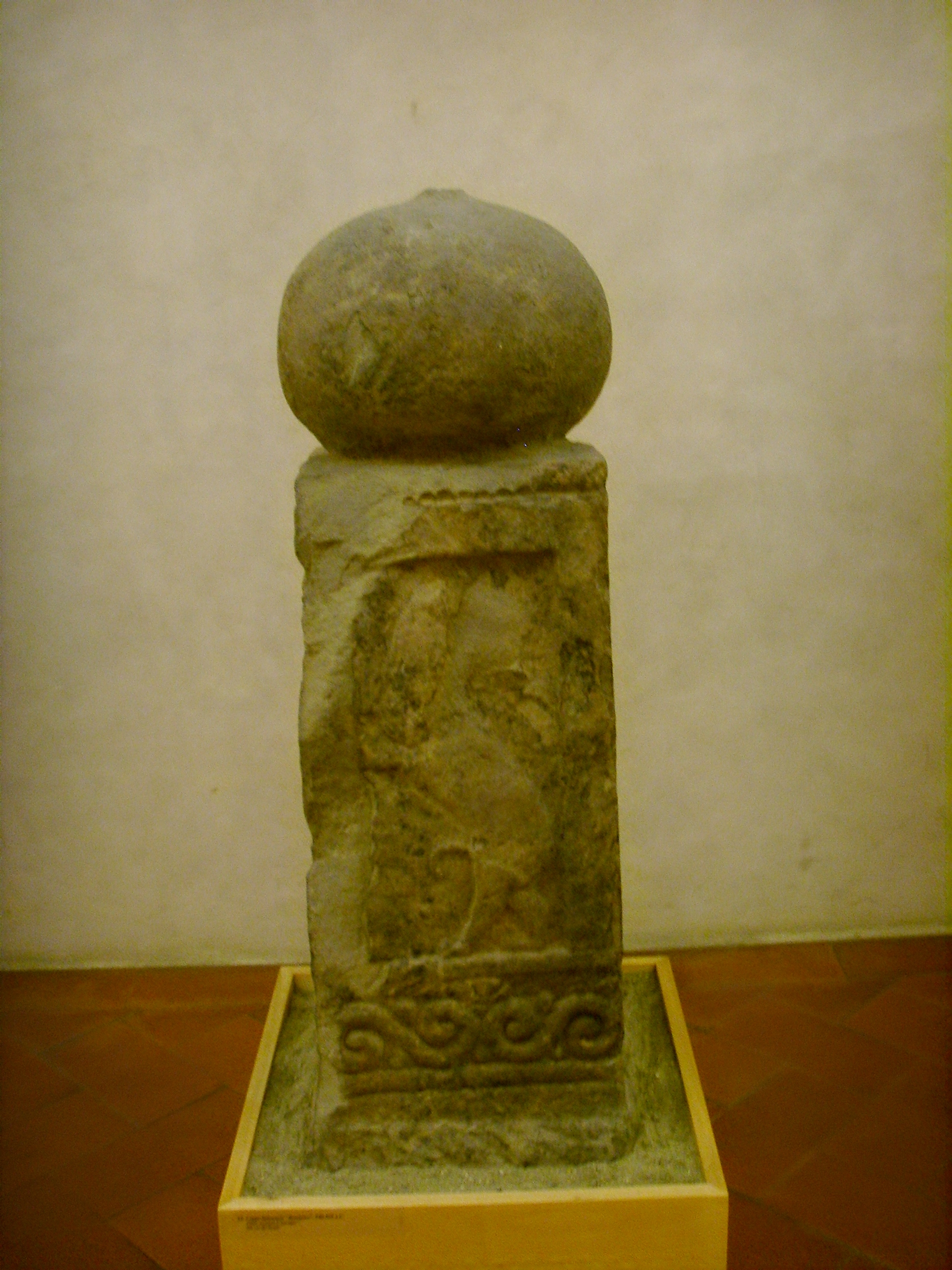
Un cippo etrusco
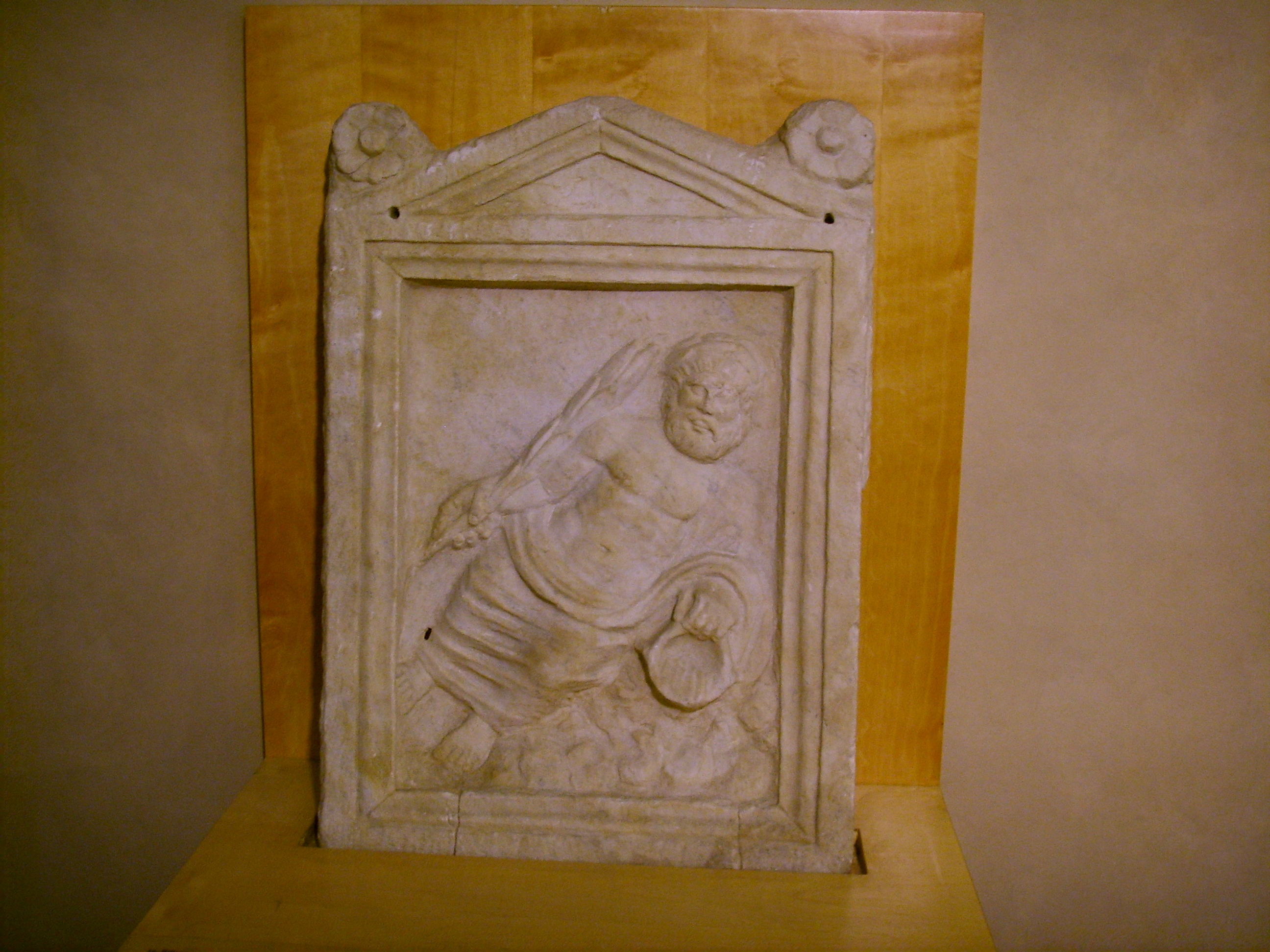
Bassorilievo di una divinità fluviale (l'Arno?), trovata presso un pozzo sotterraneo vicino a Piazza della Repubblica
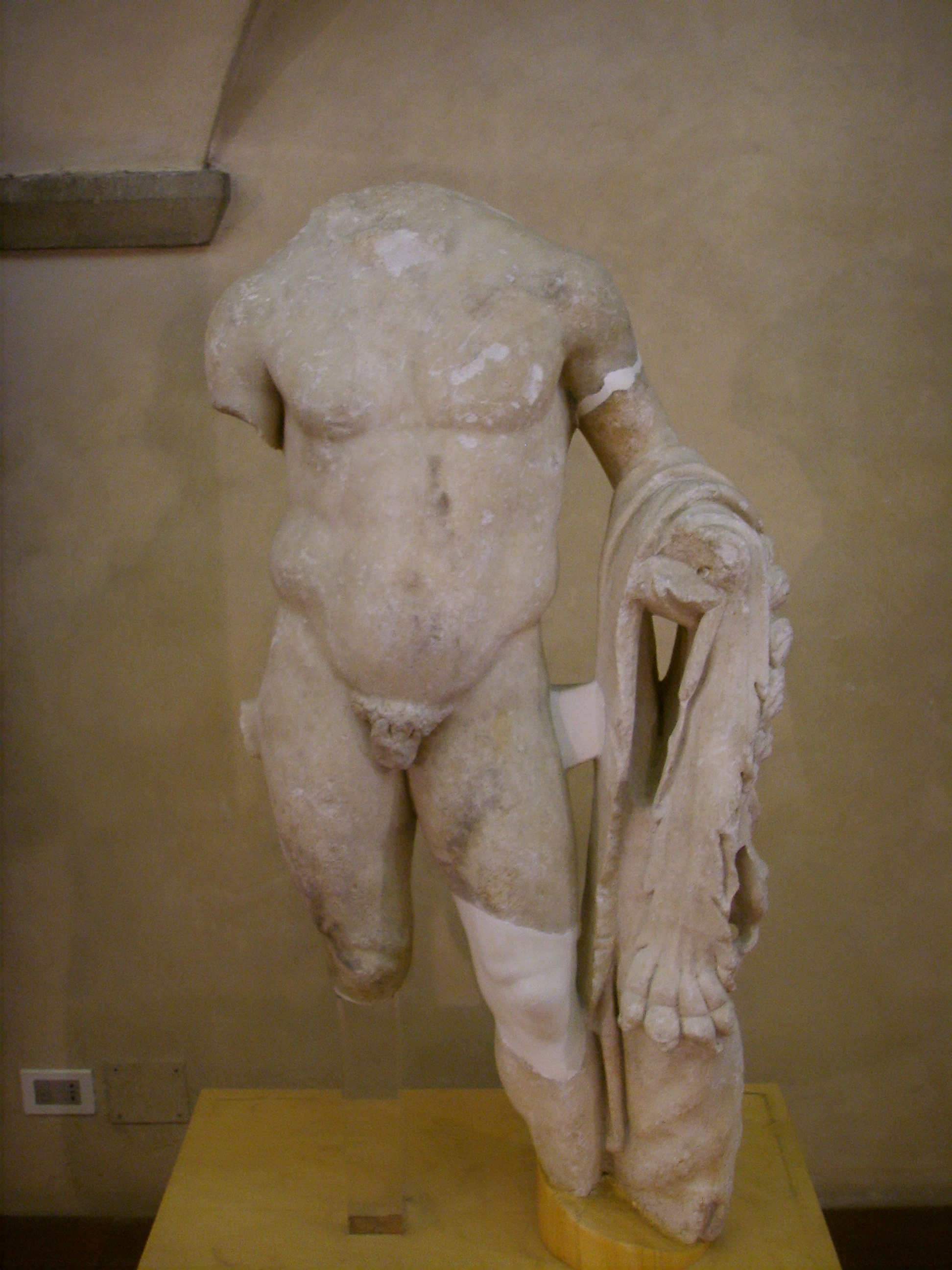
Statua di Ercole con le spoglie del leone, età flavia, marmo greco insulare (cicladico), dagli scavi nelle terme di Capaccio

### Sale al primo piano
Al primo piano si trovava la maggior parte dell'esposizione, nel quale spiccavano le numerose vedute, piante e scorci della città a partire dal Medioevo fino al Novecento. Fra le più celebri, la copia ottocentesca della cosiddetta Pianta della catena (dal motivo decorativo a catena che la incornicia), un'incisione su legno del 1470.
Un'altra famosa opera è la serie di 14 vedute delle ville medicee di Giusto Utens (1599); oltre al gradevole profilo artistico, fornivano importante testimonianza dell'aspetto primitivo degli edifici.
Non mancavano oggetti che illustrano la vita cittadina, come le chiavi delle porte della città con la borsa in pelle per contenerle, appartenuta ad uno dei guardiani deputati alla sorveglianza di tale accessi.
La zona forse più caratteristica del museo era quella dedicata al Risanamento, l'epoca nella quale l'urbanistica cittadina fu stravolta in seguito all'elezione di Firenze come capitale del Regno d'Italia (1865-1871). Oltre a stampe e modellini delle zone distrutte erano esposti i progetti di Giuseppe Poggi per ulteriori modifiche che vennero fortunatamente accantonate grazie alle vive proteste fra le quali spiccarono quelle della allora foltissima comunità inglese della città (nell'Ottocento gli stranieri arrivarono ad essere fino ad un terzo della popolazione totale). Fra questi progetti c'era quello di creare un viale fra piazza della Signoria e piazza Santa Croce, distruggendo una fila di isolati fra il Bargello e il Complesso di San Firenze, che avrebbe cancellato alcune importanti vestigia come la chiesa di San Remigio e il sito dell'anfiteatro romano.

## Dopo la chiusura
Con l'attuazione del progetto della grande biblioteca delle Oblate, divenuta la principale biblioteca comunale di Firenze, il museo è stato chiuso e smantellato. Solo una parte dei suoi reperti è tuttavia oggi ancora visibile: 
- la sezione archeologica è per lo più tornata nei depositi del Museo archeologico nazionale e forse al termine del suo riallestimento (avviato nel 2025) la sezione su Florentia sarà nuovamente valorizzata; non è più visibile il modello di Florentia
- la serie delle lunette delle ville Medicee, di proprietà statale, è stata restaurata ed esposta nella villa medicea della Petraia;
- il resto del materiale, di proprietà comunale, è stato esposto e in parte ruotato in una saletta nel cortile della Dogana di palazzo Vecchio, sulla storia di Firenze, comprendente la riproduzione della mappa della Catena, la pianta del Buonsignori e altre mappe storiche, le vedute cittadine, i dipinti e le foto sul Mercato vecchio, i pezzi del carro di San Giovanni, le chiavi delle porte urbiche.